# Дорожный воин Ястреб
Майкл Хегстранд (англ. Michael Hegstrand, 26 января 1957, Чикаго, Иллинойс — 19 октября 2003, Индиан-Рокс-Бич, Флорида) — американский рестлер.
Он был наиболее известен как Дорожный воин Ястреб (англ. Road Warrior Hawk) в команде с Дорожным воином Зверем, которая назвалась «Дорожные воины» («Легион судьбы» в WWF). За пределами команды Ястреб был спорадическим претендентом на звание чемпиона мира в тяжелом весе на PPV-шоу с конца 1980-х до середины 1990-х годов. В 1993 году он был хедлайнером первого выпуска главного ежегодного события ECW, November to Remember.
Член Залов cлавы WWE, NWA, WON и Зала славы рестлинга (PWHF).

## Ранняя жизнь
Живя в Миннеаполисе, Хегстранд посещал среднюю школу Патрика Генри, которую окончил в 1976 году. После окончания школы он работал на различных подработках, чтобы свести концы с концами, например, мясником. Благодаря своим габаритам и любви к пауэрлифтингу, он был очень эффективным вышибалой. Именно во время работы вышибалой в ресторане Gramma B’s в Твин Сити он привлек внимание Эдди Шарки, известного тренера по рестлингу. Шарки считал, что Хегстранд, наряду с Джо Лауринайтисом, Риком Рудом и Барри Дарсоу, может добиться больших успехов в рестлинге.

## Смерть
Хегстранд умер 19 октября 2003 года рано утром в своем доме в Индиан Рокс Бич, Флорида. Ему было 46 лет. Его друзья рассказали, что он и его жена Дейл недавно купили кондоминиум недалеко от их дома и накануне вечером упаковывали коробки. Хегстранд сказал, что почувствовал усталость и пошел вздремнуть. Когда жена проведала его около часа ночи, он умер от внезапного сердечного приступа.

## Титулы и награды
- All Japan Pro Wrestling
  - Интерконтинентальный чемпион NWA в парных боях (1 раз) — с Дорожным воином Зверем

- American Wrestling Association
  - Мировой командный чемпион AWA (1 раз) — с Дорожным воином Зверем

- Catch Wrestling Association
  - Чемпион CWA в тяжёлом весе (1 раз)

- Fighting World of Japan Pro Wrestling
  - Мировой командный чемпион Японии (1 раз) — с Дорожным воином Зверем

- Georgia Championship Wrestling
  - Национальный командный чемпион NWA (4 раза) — с Дорожным воином Зверем

- i-Generation Superstars of Wrestling
  - i-Generation командный чемпион (2 раза) — с Дорожным воином Зверем

- Independent Pro Wrestling
  - Командный чемпион IPW (1 раз) — с Дорожным воином Зверем

- Jim Crockett Promotions / World Championship Wrestling
  - Мировой чемпион NWA в боях 3 на 3 (3 раза) — с Дорожным воином Зверем и Дасти Роудсом (2) и с Дорожным воином Зверем и Гэнъитиро Тенрю (1)
  - Мировой командный чемпион NWA (Mid-Atlantic version) (1 раз) — с Дорожным воином Зверем
  - Iron Team Tournament (1989) — с Дорожным воином Зверем
  - Jim Crockett, Sr. Memorial Cup (1986) — с Дорожным воином Зверем

- Mid-Eastern Wrestling Federation
  - Командный чемпион MEWF (1 раз) — с Ultimate Comet

- National Wrestling Alliance
  - Член Зала Славы NWA (введён в 2012 году)

- New Japan Pro Wrestling
  - Командный чемпион IWGP (2 раза) — с Power Warrior

- Professional Championship Wrestling (Texas)
  - Командный чемпион (1 раз) — с Дорожным воином Зверем

- Зал славы и музей рестлинга
  - Введён в 2011 году (как участник команды Дорожные воины)

- Pro Wrestling Illustrated
  - Команда года (1983—1985, 1988) с Дорожным воином Зверем
  - Вражда года (1987) с Дорожным воином Зверем и The Super Powers (Дасти Роудс и Никита Колов) против Четырёх Всадников (Рик Флэр, Арн Андерсон, Талли Бланшаром и Лекс Люгер)
  - PWI ставит его команду Дорожные воины с Дорожным воином Зверем под № 1 в списке 100 лучших команд 2003 года
  - PWI ставит его под № 47 в списке 500 лучших рестлеров 2003 года

- World Wrestling Federation/ WWE
  - Командный чемпион WWF (2 раза) — с Дорожным воином Зверем
  - Член Зала славы WWE (введён в 2011 году)

- Wrestling Observer Newsletter
  - Новичок года (1983) с Дорожным воином Зверем
  - Команда года (1984) с Дорожным воином Зверем
  - Член Зала Славы WON (введён в 1996 году)

- Другие титулы
  - Командный чемпион MTW (1 раз) — с Бобо Бразил-младшим